# Deiningen
Deiningen er en kommune i Landkreis Donau-Ries i Regierungsbezirk Schwaben i den tyske delstat Bayern, med godt 800 indbyggere. Den er en del af Verwaltungsgemeinschaft Ries.

## Geografi
Deiningen ligger i centrum af området Nördlinger Ries, omkring 6 km øst for Nördlingen. I kommunen ligger 2 km nord for hovedbyen godset Klosterzimmern, der indtil det 16. århundrede var et cistercienserkloster. Mod vest grænser byen til Nördlingen. Den lille flod Eger løber langs kommunens vestgrænse.